# 超人力霸王大河
《超人力霸王大河》（日语：ウルトラマンタイガ），是由圓谷製作所製作的特攝電視劇，2019年7月6日至12月19日於東京電視台、大阪電視台系列頻道每週六上午9:00 - 9:30（JST）播映，並於圓谷官方YouTube頻道於播映日上午8:28分率先播出。全25話。

香港方面，ViuTV將本作命名為《超人泰迦》，於2020年7月4日至同年12月19日每週六09:30-10:00首播，提供粵語／日語雙語廣播，首部不設提供字幕的《超人系列》作品，並於2022年4月13日起每週一至三17:00-17:30重播，與首播時同樣都是不設提供字幕。台灣於2020年6月7日至同年11月29日每週日17:30-18:00由MOMO親子台首播，2020年6月13日至同年12月5日每週六16:00-16:30重播。

## 概要

### 規劃背景
本作為「新时代英雄系列」的第七部作品，同時也是《超人力霸王系列》於令和時期播出的首部作品，生產企劃大約在2018年春季開始，當導演市野龍一於同年11月參加會議時，就確定了本作的主角「超人力霸王大河」為超人力霸王太郎之子，於劇場版登場的邪惡戰士「超人力霸王托雷基亞」的登場以及民間警備組織EGIS等等的基調設定，同時在主人公方面也設定第一次以單一主角為複數超人力霸王的人間體。
系列結構的林壯太郎在企劃階段，根據製作人村山和之的意向和總製作人北浦嗣巳的要求，自己準備了兩種想要執行的超人力霸王劇情。最終他折衷了這兩個劇情並提交而獲得了採用。

### 風格
於先前的作品《超人力霸王R / B》採取喜劇的路線作為對比，本作面向的性質是較為嚴肅的路線與《超人力霸王太郎》相比，這部作品則加入較多《超人七號》和《歸來的超人力霸王》有關的元素，因作為基調的主題對比則是「多樣性」，並藉以「秘密生活在地球上的外星人能與人類共存」的路線作為發展，另外與近年來的新一代英雄系列不同，本作雖然保留了連續劇的成分，但在劇集上則是採用過去「科幻單元劇」的形式並穿插不少全新的角色群，並且在某些故事中描繪較為悲劇性質的結局。主角「工藤優幸」設定為一個普通的年輕人，容易引起觀眾的共鳴，同時周圍的角色設定則更加豐富。
對於每一集中出現的宇宙人和怪獸，不只將其視為單純的惡役或被打敗的角色，而是著重展現他們各自的背景故事，簡化生態、出身和角色描寫，並減少複雜的伏線。此外，由於劇情設定是以民間保護組織為背景，所以幾乎每一集都會有新的委託者客串登場。
另外在初期企劃中設定會有五個超人力霸王戰士登場，並且在民間警備組織EGIS中也有一名負責會計的中年男性，而最終則採取「來自不同星球的三個超人」方案，不過因單純注重在涉及角色背景故事會使世界觀構成失焦，因此最終則採取裏設定的方式進行處理，並在廣播劇中做為具體的交代。

## 故事大綱
在地球上住著許多隱居在此的宇宙人。只有很少一部分的人類知道這個真相，一般大眾並不知情。
在這樣的社會之中，工藤優幸就職於包含外星人所引發的事件為業務內容的民間警備組織「Ｅ.Ｇ.Ｉ.Ｓ」日以繼夜地為和平工作著。
而在優幸的身上卻隱藏著連自己都不知道的秘密，那就是他的體內寄宿著超人力霸王大河的光之粒子。當優幸體內的大河甦醒的那一刻，新的故事開始了。

## 背景設定
TRI SQUAD 
原文：
超人力霸王大河、超人力霸王泰塔斯、超人力霸王風馬所組成的英雄小隊。當大河獲得Tri-Strium的力量時，優幸以第四位成員的身份加入了他們。
組成的秘密在2019年11月2日舉辦的「超級英雄EXPO THE LIVE」第一部舞台劇「Tri-Squad」中被揭示。 三人起誓的場景以參考《三國演義》中桃園三結義為靈感。
世田原市 
民間警備組織「E.G.I.S.」設置辦事處的城市，位於東京近郊鄰近多摩川的世田原區。
E.G.I.S.
原文：
全名為「Enterprise of Guard and Investigation Service（專門從事警備及調查的公司）」的民間警備組織
接受企業、政府和個人的委託，負責對委託人或設施進行警備、護衛，或是設法解決電腦犯罪。
因為委託大多和宇宙人事件有關係，通常都會攜帶警棒。
 惡人協會 
原文：
由邪惡的宇宙人所組成的犯罪組織。利用不正當的手段獲得怪物和武器等，甚至還舉辦拍賣會進行非法買賣，此外並沒有固定的成員和基地。
 外事X課 
原文：
東京都警視廳公安部負責應對與宇宙人有關的事件的新設部門，經常涉及一般大眾不知情的案件進行調查，由於可奈曾經是該部門的成員，因此外事X課有時會將無法公開行動，與惡徒公會有關的案件調查交給E.G.I.S處理，而該部門的佐倉也是常客之一。
TKB
劇中出現的電視台。在《歐布》中也有同名的電視台登場。

## 登場人物

### 主角
工藤優幸
飾演者：井上祐貴、石毛宏樹（童年）
配音：樂家焜（香港）、王辰驊
（台灣）、吴晛（中国大陆）
本作主角，超人力霸王大河、泰塔斯和風馬的人間體，民間警備組織Ｅ.Ｇ.Ｉ.Ｓ.的新成員，22歲。
他具有著強大、善良且極具正義感的性格，因此被團隊們稱為「熱血笨蛋」。在12年前，他保護一隻意外發現的新寵物海獸給斯拉王「小不點」時，遭到雷丘姆星人的襲擊。當他們從空中墜落時，優幸的執念和吶喊意外地吸引了時空裂縫中的大河之光，及時拯救了他們。此後，大河一直寄宿在優幸體內，默默等待恢復力量的一天。優幸也從那時起懷抱著幫助弱者的強烈願望，並因此加入了EGIS。
在第1話中，由於大河的力量開始恢復，優幸意外地透過大河的鑰匙和扣環變身為超人力霸王，並與大河開始成為「一心同體」的戰友關係。 不過在第15話中，由於長時間使用怪獸之戒，優幸的負荷達到臨界點，導致他和大河陷入托雷基亞的黑暗陷阱中而意識不清。最終，在畢莉卡的腦波連結和其他EGIS成員的合力下，優幸被成功拯救。並真誠的鼓勵和拯救了即將墜入黑暗的大河，並與泰塔斯和風馬合體成全新的三重斯特利姆形態。
在電影版中，優幸與其他新一代戰士的人類形態合作，再次變身並共同對抗巨大化的格里姆德。在最終戰鬥中，他們通過新世代英雄的力量合而為一成為「超人力霸王令河」。在結局，優幸與他的夥伴們與三人小組告別。

### EGIS
宗谷譽
飾演者：諒太郎
配音：方榮基（香港）、張騰（台灣）、林帽帽（中国大陆）
民間警備組織E.G.I.S.的警備長。25歲。
是優幸的前輩，個性有點脾氣暴躁，但也有著關心隊友的一面。
個對待任務的要求相當嚴格認真，常與優幸參與許多危險的任務，並發揮出遠非人類的健全體力。隨著劇情的發展，他在眾夥伴間的互動中性格逐漸變得柔和。
第9集正式確認其為過去移民到地球的外星人「阿玛亚鲁姆星人」，在高中畢業後由於父母斷了與自己的聯繫，憤怒的他於是成為在城市街角鬧事的不良童黨，並偶然幫助了「沃克」過著混跡江湖的生活，然而在認清暴力不能解決一切問題之後遇到了可奈，並在可奈賦予的「宗谷」之名洗心革面，並加入了E.G.I.S.。
和畢莉卡一樣隱瞞了自己的外星人身份，在第10話過後和E.G.I.S.的夥伴們告知自己的身份，也受到了眾人的理解和支持。喜歡吃鯛魚燒，但討厭章魚
在電影版中與眾新生代戰士的人間體協力行動，並在結局時向大河三人告別。
旭川畢莉卡
飾演者：吉永亞由里
配音：姜嘉蕾（香港）、張茜雯（台灣）、赵小双（中国大陆）
本作女主角，民間警備組織E.G.I.S.的事務皆操作員，23歲。
是一名相甜美，樂觀偶而古怪的少女，在辦公室裡擁有自己專用的操控台和電腦，並經常透過多項電子設備遠程協助行動部隊的優幸和譽，同時對於點心和時尚也相當感興趣。<
第24話揭露了畢莉卡實際上是來自艾歐瑪庫星（エオマック星）的智能機器人「Pirika-03」。她被設計出來的使命是阻止吞噬行星的宇宙爆蝕怪獸烏拉（Woola），並透過「機器人停止生命維持系統」與烏拉的核心連結，中斷烏拉的行動。
在7年前，她意外墜入地球的垃圾場並被可奈發現，隨後被命名為畢莉卡。由於編程中的錯誤，她開始發展出類似人類的個性。然而，這些年與人們的相處經歷讓她更加確信自己不僅僅是一個執行使命的機器人，並且不認同自己所擁有的情感是一種「Bug」。 在最終話中，為了拯救夥伴，畢莉卡將自己的身體轉換為數據流進入暴食獸烏拉的體內，並連接到烏拉的核心。她感受到烏拉的痛苦，向E.G.I.S.的夥伴們許下了拯救烏拉的願望。最後，她與烏拉一同在爆炸中消失。然而，在結局時她重新復活並出現在夥伴面前。 
在電影版中，畢莉卡成為E.G.I.S.的副社長，在結局時向大河三人告別。
佐佐木可奈 （ささき・カナ）
飾演者：新山千春
配音：何凱怡（香港）、陳玉如（台灣）、黎筱濛（中国大陆）
民間警備組織E.G.I.S.的社長皆創始人，38歲。
北海道出身，是一位值得信賴，但在會計及監督員工方面卻相當嚴格又俏皮的女強人。內心則相當盼望著人類能與外星人和平相處的日子能夠到來，也因他對於任務的堅毅度而成為惡人協會的頭號公敵。
在10年前曾是專門處理宇宙人案件的警視廳公安部組織「外事X科」的成員，由於在一次行動中無法阻止雙親去世，無依無靠的外星女孩「蟬女」被研究機關帶走而深感自責，因而在質疑組織的政策後宣布退休，並以此契機獨自創立了Ｅ.Ｇ.Ｉ.Ｓ.。後在在7年前意外發現墜入垃圾場的智能機器人「Pirika-03」，在照顧機器人之餘也是幫其取名為畢莉卡的命名者。至今仍和「外事X科」的佐倉警部保持著密切的關係，兩人在過去曾是共同患難的同事皆夥伴。
在電影版中因進行調查而成為惡人協會殘餘人員的追殺目標，並在結局時向大河三人告別。

### 敵役
霧崎 
飾演者：七瀬公
配音：內田雄馬（日本）、周倚天（香港）、李世揚（台灣）、彭尧（中国大陆）
本作敵役角色，超人力霸王托雷基亞的人間體，同時也是將優幸捲入事件的幕後黑手。
他能使用「托雷基亞之眼」變成巨人的型態，並化身成地球人樣貌以「霧崎」之名行動，經常干涉著人類或是宇宙人的心境促使他們逐漸陷入黑暗的念頭。過去曾是屬於M78星雲光之國的科學家，和太郎為過去的摯友，而後獨立進行研究各種怪物融合力量的方法而被逐出研究所，在探討光明與黑暗的問題陷入了瘋狂離開光之國，收服了邪神魔獸格里姆德的黑暗力量以代替自己的超人之力，並誘惑各種星球的原居民走入自我毀滅之路，間接破壞無數星球。
在劇情曾計劃讓大河墜入黑暗。但未成功。在最終話時試圖阻止大河透過光線填飽烏拉的肚子。在持續堅定自己並不存在光明與黑暗的理論，再次被三重斯特利姆形態壓制，最終在優辛及三人小隊的攻擊下消失，重傷卻仍沒有被消滅。
在電影版中因身上的封印被破除，導致身為邪神魔獸格里姆德的一部分脫離出去，最終被新生代英雄們的力量結合的令河徹底消滅，托雷基亞也在爆炸中被消失。

### 其他登場角色
佐倉警部
飾演者：風見慎吾
處理宇宙人案件的警察組織「外事X課」的成員，也是可奈過去的前同事。和可奈保持著密切的關係，兩人在過去曾是共同患難的同事皆夥伴。
是E.G.I.S的老客戶，經常要求E.G.I.S進行調查一些外星人被目擊的事件。
九條蓮人
飾演者：三嶋健太
第3話登場，與妻子奈奈在太空站工作的太空人。
九條奈奈
飾演者：河内美里
第3話登場，與丈夫蓮人在太空站工作的太空人。
天王寺藍
飾演者：胡桃空
第7話登場，以「電波系靈能力」在網路聞名的青春偶像，擁有天賦的靈能力。因為能力給周圍的人帶來不幸而不被眾人理解，因此而使用右眼罩來封閉自己。
由於最近擔心有激烈粉絲做跟蹤，因此在製作人肥後先生的特別委託下請E.G.I.S.保護她的安全。
實際上為太古時期解除太古邪神「赤目大人」的巫女轉世，在逼迫解除封印時發現自己前世的身分，也是使大河獲得全新力量的契機。
神崎穂花
飾演者：鵜川薫
配音：林沛笭（台灣）
第11話登場，佐佐木可奈的知己及摯友，目前是蛋糕甜點店的老闆。被意外中被澤朗星人送到地球的奇瑪伊拉襲擊，被剝奪了能量後則陷入了昏迷。
最後則在醫院甦醒，與可奈一同看著巴格斯被打敗的情景。
東雲百合子
飾演者：屋敷紘子
第11話開始登場的女記者。經常於怪獸的目擊現場進行追蹤的報導。
曾在意外中被澤朗星人送到地球的奇瑪伊拉襲擊。
元宮紗智子
飾演者：永池南津子
第20話登場，於東都大學工學部生體力學科「元宮研究室」任職的知名教授。同時也是製作出能辨認外星人及人類的波動測定装置「CQ（seek you：找到你了）」的開發者。
是巴德星人的追殺目標，由於「CQ」這項發明會將暴露「惡人協會」員的蹤影而惹來宇宙人的殺機，因此來委託E.G.I.S.來保護她的安全。
後來透露製作CQ裝置的目的並不在於搜捕外星人罪犯，而是為了尋找小時候的玩伴「未知郎」，為了與他再度相逢而努力進行相關的研究。
田崎修
飾演者：東将司
第21話登場， 由於母親在傑頓事件時重傷，因此憎恨怪獸而應聘Ｅ.Ｇ.Ｉ.Ｓ的年輕人。受到霧崎的誘使，偷了紗智子教授所製作的波動測定装置「CQ」，以方便讓自己搜索外星人，並進而造成了戈斯星人和庞顿的災害發生。
最終則向被他傷害的外星人道歉而離開Ｅ.Ｇ.Ｉ.Ｓ，最終於醫院繼續照顧母親。
田崎明日香
飾演者：奥田由美
第21話登場，田崎修的母親。
真嗣
飾演者：横山歩
第22話登場，來自大海的神秘少年。
懇請優幸拯救受到自己召喚來到地面的特貢，並向他講述對人類長期傷害大地的行為感到惱怒，而企圖消滅人類的基斯特隆的起源。

## 本作登場的超人力霸王

### 超人力霸王大河
本作登場的超人力霸王戰士，是光之國新一代的年輕戰士。別名為『光之勇者』，同時也是過去曾保護過地球的超人力霸王太郎之子。
有著強烈的正義感，並繼承了父親太郎的綜合素質，擅長應對多種戰況、活用技能的平衡型戰士，並以自己的光線技能而自豪。在劇中希望能和優幸和和夥伴們一起成長，成為一位能夠獨當一面的超人戰士。.
與經常嘴砲、對待他人極度不禮貌的遠房表哥超人力霸王傑洛相比，大河明顯對他人謙和有禮，表現出有被家裡良好管教的樣子，不過有時也常因此惹出事情，讓太郎頗為頭疼。
- 人間體：工藤優幸

身高：50公尺
體重：4萬噸
年齡：4800歲（相當於地球人國中三年級～高中一年級的年齡）
飛行速度：10馬赫
行走速度：2.4馬赫
水中速度：150節
地中速度：1.5馬赫
跳躍力：800公尺
腕力：6萬噸
握力：4萬5千噸
必殺技：斯特利姆衝擊波（ストリームブラスター）
在廣播劇中曾補完該角色過去的背景故事，由於過去曾為了擺脫父親的光環而不斷努力，在作為宇宙警備隊訓練生接受訓練時就擁有了中數一數二的格鬥實力。然而因為無法領悟獨屬於自己的光線絕技而未沒有得到父親的認可。其實當時太郎也是這樣走過來的，太郎在兒子的身上看到自己的童年樣子。
過去曾在自己開闢的秘密訓練場所修煉時突然地遭遇古阿軍團殘黨的襲擊，但即時被安德魯超戰士安杜魯·阿瑞斯所救，並在先後兩場戰鬥中為了解救陷入危機的阿瑞斯、，因而爆發出了自己也並不完全知曉的驚人潛力，最終展現出作為戰士的優秀資質與強大心靈而得到阿瑞斯的認可，並被譽為「光之勇者」。
在其他作品的登場
- 電影

《超人力霸王大河:新世代巔峰戰》（2020年）
- 網路劇集

《超級銀河格鬥 新生代英雄》（2020年）

#### 型態變化
- 光子地球型態（フォトンアース）

超人力霸王大河得到沉睡在地球的太古之力後，注重了強化力量和重裝甲防禦力的強化形態。
外表呈現著金色般的鎧甲，可以使出比基礎型態強化數倍的力量，相對的機動性比起常態有所下降。當墮入黑暗時，全身會散發出黑暗的力量與藍色閃電。
身高：50公尺
體重：5萬5千噸
年齡：4800歲
飛行速度：8馬赫
行走速度：1.5馬赫
水中速度：130節
地中速度：0.8馬赫
跳躍力：600公尺
腕力：10萬噸
握力：7萬噸
必殺技：（オーラムストリウム）
- 三重斯特利姆型態（トライストリウム）

超人力霸王大河、泰塔斯、風真三位戰士與工藤優幸一心同體時，合體而成的「紐帶之勇者」，是優幸使用大河火花讀取三人小隊的手鐲後，撥動出現的大河三重劍的旋轉盤，按下扳機變身而成的最強形態。
力量、技能、速度比起基礎形態上更加全面強化，以大河三重劍作為武器戰鬥。是超人力霸王大河的最終形態。
身高：50公尺
體重：5萬噸
飛行速度：15馬赫
行走速度：5馬赫
水中速度：300節
地中速度：3馬赫
跳躍力：1500公尺
腕力：10萬噸
握力：8萬噸
必殺技：（タイガブラストアタック）

### 超人力霸王泰坦斯
本作登場的超人力霸王戰士，別名為『力之賢者』，是來自於超人力霸王喬尼斯所居住的U40星球。作戰風格偏重強力打擊，格鬥能力也是十分出色。具有強壯的肉體和不屈不撓的精神，更擅長參與重量級的作戰。非常仰慕喬尼斯。
- 人間體：泰坦斯人形态（U40）、工藤優幸（在地球）

身高：55公尺
體重：5萬噸
年齡：9000歲
飛行速度：7馬赫
行走速度：1.5馬赫
水中速度：130節
地中速度：0.7馬赫
跳躍力：500公尺
腕力：15萬噸
握力：9萬6千噸
必殺技：普拉尼烏姆剋星（プラニウムバスター）
在廣播劇中曾補完該角色過去的背景故事，其父親過去是U40的反叛群體「赫拉帝國」的一員，但因泰塔斯出生後為了使孩子不受牽連，因此便用星際膠囊將泰塔斯秘密送回U40本星。當時的艦隊司令扎米亞斯則是收養了他，由於泰塔斯屬於U-40反叛者的血統，故膚色中帶有黑色。並在摯友瑪提亞的鼓勵下加入了U-40戰士團，開始為正義而戰鬥。
戰爭結束後，泰塔斯因立下了赫赫戰功而被U-40認可了身份，在此之後也不懈地嚴格訓練，跨越了無數的試煉和挑戰，最終被U-40最高領袖大賢者授予了勇者之證·星之勳章，之後更晉升為賢者，成為U-40星的驕傲。
在其他作品的登場
- 電影

《超人力霸王大河:新世代巔峰戰》（2020年）
- 網路劇集

《超級銀河格鬥 新生代英雄》（2020年）

### 超人力霸王風馬
本作登場的超人力霸王戰士，別名為『風之霸者』，與超人力霸王歐布、羅索、布魯同樣出生於O-50星球。
由於熟練掌握自身的力量，使得自己擁有多種多樣的技能擅長敏捷的作戰。儘管神經大條但卻有著堅持正義的決心。
- 人間體：风马人形态（O-50）、工藤優幸

身高：48公尺
體重：4萬噸
年齡：5000歲
飛行速度：15馬赫
行走速度：6馬赫
水中速度：200節
地中速度：3馬赫
跳躍力：900公尺
腕力：4萬噸
握力：2萬8千噸
必殺技：極星光波手裏劍
在廣播劇中曾補完該角色過去的背景故事，其父親是曾挑戰O-50的「戰士之巔」但是失敗淪為在戰士之巔打劫維生的盜匪，所以風馬在兒時被嘲謔為「敗者之子」飽受他人欺負，在青年時期則遇到出生在一顆環境極端的海洋行星，為了生存進化成了怪物般的樣子，但卻因文明的衝突而最終滅亡的異星人「蓋爾古」。並自願擔任他的嚮導到達戰士之巔，在被山賊截住時意外被蓋爾古所救，後則開始接受訓練，因而學會迅速敏捷的戰鬥風格。
然而在蓋爾古啟程前往戰士之巔後卻再也沒有回來。直到很久以後風馬才接收戰士之巔上出現襲擊登山者的怪物委託，並在戰士之巔見到了蓋爾古，然而在在交流得不到回應後兩人展開激戰。最終蓋爾古為保護風馬捨身抵擋了星間聯盟的殺傷性武器、再將將風馬送到山頂後懇求光之力將力量賦予風馬以為他療傷。最終風馬再次醒來時已經成為了超人力霸王的姿態，而蓋爾古則就此消失無踪再也沒有回來。
感念於蓋爾古因為身為怪物就無法得到光之力認可的慘痛經歷，風馬則決定作為超人力霸王的姿態活下去，作為蓋爾古沒能達成的遺願而活下去，並在光之圓環的指令下在各個宇宙間旅行。
在其他作品的登場
- 電影

《超人力霸王大河:新世代巔峰戰》（2020年）
- 網路劇集

《超級銀河格鬥 新生代英雄》（2020年）

### 變身器和輔助工具
- TAIGA Spark（タイガスパーク）[20][21]

能使優幸變成大河、泰塔斯和風馬的道具，當優幸佩戴此裝置，分別手握三位戰士的鑰匙型光飾時，就可變身為對應的戰士。
除此之外，該道具還可連接光鐲，並發動帶有新世代英雄特性的必殺技；連接光戒，發動對應怪獸的特殊技能。
- Ultra TAIGA Accessory（ウルトラタイガアクセサリー）

是大河、泰塔斯和風馬的道具，共分為鑰匙扣型、手鐲型、戒指型三種，使用方式均為與TAIGA Spark感應聯動。
- 鑰匙型

又稱光匙。是擁有三位戰士力量的鑰匙型光飾，使用時可以對應鑰匙變身為對應的超人戰士。其中大河光匙也可轉變為「光子地球鑰匙」，可通過此升級為光子地球形態。
- 手鐲型。

又稱光鐲，由7位新生代戰士交給三人小組的道具，大河持有的有羅索光鐲、布魯光鐲和歐布光鐲三種。
當光鐲與TAIGA Spark連接，就可發出帶有對應英雄特性的強化斯特利姆爆裂。在第16話中首次出現三人小隊的光鐲。
- 戒指型

又稱光戒。與光鐲不同，光戒的力量來源於怪獸。優幸將光戒與TAIGA Spark連接，就可使用對應怪獸的特殊技能。為太河獨用。
- Taiga Tri-Blade（タイガトライプレード）

當大河變身為三重斯特利姆形態的道具，同時也是可以放出必殺技能的火焰之劍。
感應三重小隊手鐲後，會從TAIGA Spark中出現。按下劍柄底部的按鈕後旋轉護手部分的輪盤並將劍向上舉起進行變身。
作為武器使用時，依據按下劍柄底部按鈕次數的不同，能夠分別使用不同的專屬必殺技。
- 星之勋章

泰塔斯人形态变身成超人力霸王时的道具，未在正劇出現。

## 本作登場敵役、怪獸、宇宙人

### 超人力霸王托雷基亞
本作登場的邪惡超人力霸王戰士，是有著眾多謎團的邪惡戰士，同時也是超人力霸王太郎過去的摯友。
屬於M78星雲光之國的藍族。是太郎的青梅竹馬，兩人曾一同報考宇宙警備學校，然因為托雷基亞身為戰鬥力不高的藍族，因此落榜，不過被宇宙警備隊宇宙科學技術局看中其資質，錄取宇宙警備隊宇宙科學技術局，成為研究員。
- 人間體：霧崎

身高：50公尺(可微縮化)
體重：35000噸(可微縮化)
年齡：12000歲
飛行速度：9.9馬赫
行走速度：4馬赫
水中速度：3.8馬赫
地中速度：3馬赫→3.8馬赫
跳躍力：850公尺
腕力：9萬噸
握力：3.5萬噸
在小說中曾提到，過去曾於超人力霸王希卡利所屬的部門，而後獨立進行研究各種怪物融合力量的方法而被逐出研究所，在探討光明與黑暗的問題時陷入了瘋狂，離開光之國環遊宇宙，收服了古代邪神魔獸以代替自己的超人力霸王之力，擅於利用人心的弱點，誘導人們墮入黑暗，曾干預過多個次元的宇宙，使多個文明走入自我毀滅之路。現在的面容之所以與其他超人力霸王不同，是因為融合了古代邪神魔獸所造成的。是繼超人力霸王貝利亞之後第二位來自光之國的邪惡戰士。
其名稱Tregear，在光之國意為「瘋狂的好奇心」，揭示了他為追尋真理卻最終陷入黑暗的不歸路，是由古希臘語τρέλα (tréla)瘋狂+ περιέργεια (periérgeia)好奇心兩個詞彙索結合。
在其他作品的登場
- 電影

《超人力霸王R/B: 選擇！羈絆的水晶》（2018年）
《超人力霸王大河:新世代巔峰戰》（2020年）
- 網路劇集

《超級銀河格鬥 新生代英雄》（2020年）

#### 變身器和輔助工具
- 托雷基亞眼鏡（トレギアアイ）

能使霧崎變成托雷基亞的道具。
按下中央上方的按鈕變形，使用這個道具變身為超人力霸王托雷基亞。
- 怪獸光戒（トレギアアイ）

由托雷基亞製作的道具，用於召喚各種怪獸，當怪獸被三人小隊擊敗時，光戒就會被回收，三人小隊就可以連接光戒，使用對應光戒的技能。
但事實上製作怪獸光戒的目的是托雷基亞的陰謀。光戒會隨著使用者使用的次數的增多，讓使用者逐漸被黑暗力量吞噬，最後墮入黑暗

### 宇宙人
河津（石坂史朗 飾）
第1話登場，是來自利威爾斯星的生物學家，擁有類似人類的外貌。
和他的種族在不同的時空保護著瀕臨滅絕的生物，並將其送回自己的故鄉，並知曉超人力霸王大河的存在。
為了保護受到惡人協會攻擊的幼年桑德里阿斯，而要求EGIS護送他在3點前將桑德里阿斯運送到指定地點。

沃爾克（大島崚飾）
第4話登場，移民到地球，隨身攜帶手槍的外星人。
在過去在街頭無家可歸的生活時，曾意外曾受過譽的幫助，因此譽在他的心中佔有相當重要的地位。
在譽離去後受到霧崎的誘使，使得他產生更加極端的手段試圖幫助家鄉流離失所的外星兒童。

瀬戸宗林（針原滋 飾）
第4話、20話登場，平日協助照料植栽的町內會長。同時也是空殼公司「Zolin Corporation」的社長。
實際上真實身份為變身怪人傑頓星人，並且是進行多次神秘襲擊的幕後黑手，外星恐怖組織「惡人協會」的領導人。
經常指派底下成員暗中破壞Eneclone公司的能源設施，並操控大蟻超獸的肆虐來掩飾惡行。

葵（谷本琳音 飾）
第5話登場，是賽古爾星人的怪獸召喚士。
作為侵略的前線部隊，她攜帶著可以召喚塞古梅格爾的特殊水晶來到地球，並偶然與畢莉卡相遇則彼此心靈相通。

想回到星星的男人（高野浩幸 飾）
第6話登場，聲稱受困在地球50年之久，一直設想回到自己星球方法的「外星人」。
他聲稱待在地球的時間中一直都沒人傾聽他的話語，都認為他是奇怪的人。喜歡吃蕎麥麵。
他也盼望他的同胞可以駕駛飛碟到來，最後在可奈的交流下他決定留在地球上再生活一段時間，並再度與自己的同族「佩羅林卡星人」見面。

行方麻衣子（泉川実穂 飾）
第9話登場，宗谷譽的青梅竹馬。
是世代封印瑪伽賈巴的「水獸守護者」一族後裔，從祖母那裡繼承了護符。

小田（石橋保 
第10話登場，與優幸之間交情深厚的畫家，真實身份為暗殺宇宙人納克爾星人「歐迪薩」，與卑劣的同族不同，是抱有驕傲的戰士。
在半世紀前曾在某顆行星的夕陽下被光之巨人擊敗，自那以後放棄戰鬥，而在地球上化名為「小田」生活。
原本適應了地球上平靜安詳的生活，但內心深處依然有著對當初敗績的不甘，因此留存著布萊克王的卵。
在托雷基亞的挑撥下致使布萊克王暴走，最終在被超人戰士消滅後重新燃起作戰的決心，在夕陽下使出全力與大河戰鬥。
在領悟到曾經平靜的生活才是真正追求的一切後，在力盡不敵的且毫無遺憾地死在大河的光線之下。

麻璃亞（大島涼花 飾）
第11話登場，具有可操縱不可思議魔法能力的超能力少女。自稱為「魔法使」。
故鄉是充滿海水的薩拉薩行星，然而家園當被吞噬生命能量的神祕生物所毀滅後只能在宇宙各處流浪。
即使在地球周遭的魔法疑似消失，也持續相信著就算魔法被抹除或強奪，日後必然會復興並遍布世界的念頭。

高次元人伊路特（汐崎艾倫 飾）
第14話登場，從遙遠星系恆星而來的外星青年。
在過去曾創造強大的防衛機器巨級迪洛斯，並協助長期被怪獸侵襲的人們，然而當100年後驚見失控的巨級迪洛斯互相戰鬥時
因爲懊悔自己守護的力量導致行星毀滅，於是他主動將巨級迪洛斯封印回收的搜尋旅程。

米頓（竹森千人 飾）
第17話登場，以欺詐和盜竊謀生的賽門星人。
過去曾幾次被可奈逮捕，然而本性並不壞，試圖從佩丹星人盜賣惡徒行會的「怪獸誘導裝置」後打算轉賣。

小森清司（三元雅芸 飾）
第18話登場，百特星人。
過去在受人類霸凌的衝突中曾被譽適時出手相助，兩人因此結識為友，同時也是在地球上悄悄生活的宇宙人之一。
實際上是試圖顛覆地球社會的革命鬥士，由於常要壓抑自己的特性順應人類社會，因此對於地球人的排外行為積怨已深。

水野仁美（岩井堂聖子 飾）
第18話登場，變身怪人。
與小森同居的戀人，並在在地球上悄悄生活，然而當發現男友清司的走上歧路後，原本平淡的生活開始變調。
希望阿誠司的革命念頭被曝光之後，希望譽能協助自己阻止清司的革命行動。

密斯提（穂満佳佑 飾）
第20話登場，外事X課的臥底搜查官，也是佐倉警官的部下。
頂替薩彭特星人試圖混入「惡人協會」的破壞工作，因為滲透工作極為機密，導致E.G.I.S.也不知道他的真實身份。
實際上他的正體，是紗智子小時候的玩伴「未知郎」，曾幫助紗智子驅退惡劣小孩，是紗智子可以安心信賴的朋友，但卻因搭乘UFO離開地球而讓紗智子感到不捨。
在得知巴德星人的暗殺計畫後秘密的守護守護紗智子，在該話最後因進行新的任務而與紗智子告別。

### 怪獸
- 最凶獸 赫爾貝羅斯（ULTIMATE DISASTER MONSTER Hellberus）

身高：60公尺　
體重：5萬噸
登場話數：1
- 雛怪獸 桑德利亞斯（寶寶）（CHICK MONSTER Baby Zandrias）

身高：60公分　
體重：5公斤
登場話數：1
- 若親怪獸 桑德利亞斯（新手媽媽）（YOUNG PARENT MONSTER Young Mother Zandrias）

身高：48公尺　
體重：2萬噸
登場話數：1
- 時空破壞神 傑剛（DIMENSIONAL DEMOLITION LORD Zegun）

身高：57公尺　
體重：4萬7千噸
登場話數：1
- 佩刀暴君 瑪格瑪星人（SABER TYRANT Alien Magma）

身高：2公尺　
體重：75公斤
登場話數：1
- 宇宙商人 馬琴德星人（SPACE MERCHANT Alien Merkind）

身高：1.8公尺　
體重：85公斤
登場話數：1
- 宇宙怪人 蟬人（SPACE PHANTOM Cicadaman）

身高：1.8公尺　
體重：150公斤
登場話數：1
- 昆蟲宇宙人 庫卡蘭奇星人（INSECT ALIEN Alien Ckalutch）

身高：1.7公尺　
體重：75公斤
登場話數：1
- 幼海獸 小不點（YOUNG SEA MONSTER Chibisuke）

身高：75公分　
體重：7公斤
登場話數：2
- 海獸 王者蓋斯拉（SEA MONSTER King Guesra）

身高：68公尺　
體重：2萬1千噸
登場話數：2
- 電波怪人 雷丘姆人（ELECTRIC WAVE PHANTOM  Lecuum）

身高：1.9公尺　
體重：85公斤
登場話數：2
- 文明裁決者 加拉特隆MK2（CIVIL JUDGEMENTER GALACTRON MK2 （MARK 2））

身高：61公尺　
體重：6萬7千噸
登場話數：3
- 奇機械怪獸 迪亞波利克（MB）（MONSTER BOMB Darebolic（MB））

身高：60公尺　
體重：6萬噸
登場話數：4

## 主要演員名單
主演
- 工藤優幸- 井上祐貴
- 宗谷譽 -諒太郎（日语：諒太郎）
- 旭川畢莉卡 -吉永亞由里（日语：吉永アユリ）[22]
- 霧崎 - 七瀬公（日语：七瀬公）(1 - 6,8,10,12 - 19,21,23 - 25)
- 佐佐木可奈- 新山千春

聲演
- 超人力霸王大河 - 寺島拓篤
- 超人力霸王泰坦斯 - 日野聰(1,3 - 8,10,11,13,15,16,18 - 25)
- 超人力霸王風馬  - 葉山翔太（日语：葉山翔太）(1,3 - 7,9,11,13 - 16,18,19,21 - 25)
- 超人力霸王托雷基亞 - 内田雄馬(1 - 4,6,8,10,12,15 - 17,19,21,23,25)
- 開場白 - 小野大輔

客演
- 河津 - 石坂史朗 (1)
- 佐倉警部 - 風見慎吾（日语：風見慎吾） (2,4,20,25)
- 工藤優幸（少年時代） - 石毛宏樹 (2)
- 港灣作業員 - 佐藤ザンス (2)
- 公園の少女 - 鈴木咲莉 (2)
- 九條蓮人 - 三嶋健太 (3)
- 九條奈奈 - 河内美里 (3)
- 今里 - 小川陽平 (3)
- 記者A - 肥田強志 (3)
- 記者B - 西尾久美子（日语：西尾くみこ） (3)
- 沃爾克 - 大島崚 (4)[23]
- 瀬戶宗林 - 針原滋 (4,20)
- 嬉皮風格的男人 -高橋麻琴（日语：高橋麻琴） (4)
- 公園的母親 - 吉井有子（日语：吉井有子） (4)
- 公園的女子 - 中村彩玖 (4)
- 暗殺者 - 力丸佳大（日语：力丸佳大） (4)
- 葵 - 谷本琳音 (5)
- 玛扎拉斯星人 - 栗橋勇 (5)
- 想回到星星的男人- 高野浩幸 (6)
- 可奈的上司 - 山本修夢（日语：山本修夢） (6)
- 主婦A - 青山真利子 (6)
- 主婦B - 中野杏莉 (6)
- 主婦C - 上條つかさ (6)
- 半女孩 - 新井萌心 (6)
- 天王寺藍 - 胡桃空（假面女子） (7,8)
- 肥後 - 川守田政人（日语：川守田政人） (7)
- 老人 - 春延朋也 (7)
- 村民 - レン杉山、内山亮二、山崎和紀、橋川文俊、坪井照夫、武田信人、田森靖二、大野えり、坪田伸子 (7)
- 早苗 - 秋山芽衣 (8)
- 安世 - 服部芽衣 (8)
- 行方麻衣子 - 泉川実穂 (9)
- 管理人 - 柿尾昆 (9)
- 小田 - 石橋保 (10)
- 麻璃亞 - 大島涼花 (11,12)
- 神崎穂花 - 鵜川薫（日语：鵜川薫） (11)
- 大修罗 - 久保田武人（日语：久保田武人） (11,12)
- 東雲百合子 - 屋敷紘子（日语：屋敷紘子） (11,18,22)
- 消防隊員 - 國重光司 (11)
- 川べりの少女 - 新井萌心 (11)
- 襲われる男性 - 田中政和 (11)
- 伊路特 - 汐崎艾倫（日语：汐崎アイル） (14)
- 警官1 - 佐野優也 (14)
- 警官2 - 島崎義久 (14)
- 坎塔 - 増田怜雄 (15)
- 跌倒的女孩米頓 - 竹森千人 (17)
- 転んでしまう女の子 - 福島星蘭 (17)
- 小森清司 - 三元雅芸 (18)
- 水野仁美 - 岩井堂聖子  (18)
- 黑猩猩 - 矢倉翔太、塚田隼輔、平嶺大輔 (18)
- 男 - 工藤隼己 (19)
- 元宮紗智子 - 永池南津子（日语：永池南津子） (20)
- 密斯提 - 穂満佳佑 (20)
- 元宮紗智子（少女時代） - 米村莉子 (20)
- 密斯提（少年時代） - 村上秋峨 (20)
- 坏孩子A- 田島陽翔 (20)
- 坏孩子B - 森島律斗 (20)
- 争吵的居民 - 林諒一、加藤千尚 (20)
- 田崎修 - 東將司（日语：東将司） (21)
- 田崎明日香 - 奥田由美 (21)
- 真嗣 - 横山歩（日语：横山歩） (22)
- 父親 - 中村哲也 (22)
- 娘 - 新山はるの (22)
- 回答者A - 石川ともみ (22)
- 回答者B - 池田恵子 (22)
- 回答者C - 宮森右京 (22)
- 回答者D - 音希風花 (22)
- 回答者E - 牧佳子 (22)
- 回答者F - もろいくや (22)
- 广播员 - 辻本優美 (24)
- 村山 - 末吉司弥（日语：末吉司弥） (25)
- 平野 - 大山竜一 (25)

其他聲演
- 超人力霸王太郎 - 石丸博也 (0,1,16)
- 超人力霸王銀河 - 根岸拓哉 (1)
- 馬格馬星人 - 黒田崇矢 (1,24,25)
- 马擎多星人 - 廣瀬武央（日语：廣瀬武央） (1,2,24,25)
- 雷丘姆星人 - 福原克己 (2)
- 加皮亞星人亞伯 - 真木駿一 (6)
- 基爾星人 - 工藤雅久（日语：工藤雅久） (9)
- 切布爾星人マブぜ - 水島大宙 (15,23)
- 百特星人 - 島田高虎 (17)
- 貝丹星人 - 峰晃弘（日语：峰晃弘） (17)
- サーペント星人 -  木村隼人（日语：木村隼人 (声優)） (19)
- 爆雷闪电 -  辻本貴則（日语：辻本貴則） (19)
- 芽外星人 - 多田啓太 (20)
- 超人力霸王傑洛 - 宮野真守 (23)
- 斯蘭星人 - 久田康樹 (23)
- 扎拉布星人 - 深澤純 (23)
- 戈德拉星人 - 東條達也（日语：東條達也） (23)
- 匹特星人 - 佐咲紗花 (25)
- ガルメス人 - 市野龍一 (25)

戲服演員
- 超人力霸王大河 - 岩田栄慶（日语：岩田栄慶）
- 超人力霸王泰坦斯 (1,3 - 6,8,10,11,13,15,16,18 - 20,22 - 25) - 桑原義樹（日语：桑原義樹）
- 超人力霸王風馬 (1,3 - 7,9,11,13 - 16,18,19,22 - 25)、ゴース星人 (21) - 岡部曉（日语：岡部暁）
- 超人力霸王托雷基亞 (1 - 4,6,8,12,15 - 17,19,21,23,25)、ババルウ星人 (7)、ナックル星人オデッサ (10)、バット星人 (18)、バド星人エル・レイ (20)、マグマ星人 (24) - 石川真之介（日语：石川真之介）
- ヘルベロス (1,16)、ギャラクトロンMK2 (3,24)、ギマイラ (11,12)、スカルゴモラ (15)、ギーストロン (22) - 梶川賢司
- 超人力霸王銀河 (1)、冒牌超人力霸王貝利亞 (23) - 寺井大介（日语：寺井大介）
- 超人力霸王勝利  (1)、フック星人 (7) - 矢倉翔太
- 超人力霸王X (1)、ゼラン星人オショロ (11,12)、ギガデロス (14)、ベムラー (18)、アリブンタ (20) - 永地悠斗
- 超人力霸王捷德 (1) - 力丸佳大
- 超人力霸王羅索 (1) - 大村将弘
- 超人力霸王布魯 (1) - 稲庭渉（日语：稲庭渉）
- ゼガン (1)、キングゲスラ (2)、セグメゲル (5)、ペロリンガ星人 (6)、マジャッパ (9)、ブラックキング (10)、パゴス (11,12)、デマーガ (17)、ゼットン (18)、パンドン (21)、タッコング (22)、ウーラー (24,25) - 新井宏幸（日语：新井宏幸）
- ザンドリアス (1)、ピット星人 (18,25) - 安達仁美（日语：安達仁美）
- マーキンド星人 (2,24,25)、ファントン星人 (4)、チブロイド (15) - 福島弘之
- デアボリック (4)、ナイトファング (7,8)、ゴロサンダー (19) - 高橋舜
- チブロイド (15) - 齋藤辰馬
- ザラブ星人 (23) - 矢﨑大貴

## 播放列表
以下時間以當地時間（日本時間）為準
| 日本首播   | 台灣首播香港首播     | 集數         | 標題漢譯                             | 登場怪獸、宇宙人 | 編劇       | 導演     |
| ---------- | -------------------- | ------------ | ------------------------------------ | --- | ---------- | -------- |
| 2019/06/29 | 無                   | 0            | 超人力霸王大河的故事                 | 無 | 無         | 無       |
| 2019/07/06 | 2020/06/072020/07/04 | 1            | Buddy Go！                           | - 佩刀暴君马格马星人 - 时空破坏神赛刚 - 宇宙商人马擎多星人 - 亲子怪兽桑德里阿斯 - 宇宙怪人塞米人 - 昆虫宇宙人库卡拉奇星人 - 最凶兽赫尔贝洛斯                   | 中野貴雄   | 神谷誠   |
| 2019/07/13 | 2020/06/142020/07/11 | 2            |                                      | - 海兽格斯拉王 - 宇宙商人马擎多星人 - 电波怪人雷丘姆星人 | 中野貴雄   | 神谷誠   |
| 2019/07/20 | 2020/06/212020/07/18 | 3            | 星之復仇者                           | - 文明裁决者加拉特隆MK2 | 林壯太郎   | 神谷誠   |
| 2019/07/27 | 2020/06/282020/07/25 | 4            | 群狼的輓歌                           | - 奇机械怪兽戴亚博里古 - 变身怪人杰顿星人左林 - 健食宇宙人梵顿星人                                                                                             | 中野貴雄   | 田口清隆 |
| 2019/08/03 | 2020/07/052020/08/01 | 5            | ja\|きみの決める未来}}你所決定的未來 | - 毒炎怪兽赛古梅戈尔 | 皐月彩     | 田口清隆 |
| 2019/08/10 | 2020/07/122020/08/08 | 6            | 圓盤未至                             | - 宇宙杀手迦比亚星人阿贝尔 - 宇宙怪人蝉女 - 迷幻宇宙人佩罗林卡星人                                                                                             | 足木淳一郎 | 田口清隆 |
| 2019/08/17 | 2020/07/192020/08/15 | 7            | 前往魔山！！                         | - 黑暗星人巴巴尔星人 - 抱团宇宙人霍克星人 - 噩梦魔兽暗夜毒牙                                                                                                   | 林壯太郎   | 神谷誠   |
| 2019/08/24 | 2020/07/262020/08/22 | 8            | 討伐惡魔                             | - 噩梦魔兽暗夜毒牙 | 林壯太郎   | 神谷誠   |
| 2019/08/31 | 2020/08/022019/08/29 | 9            | 各自的當下                           | - 水异怪兽魔杰帕 - 战略星人基尔星人 - 杀戮宇宙人修布纳斯 | 三浦有為子 | 武居正能 |
| 2019/09/07 | 2020/08/092020/09/05 | 10           | 晚霞的戰士                           | - 保镖怪兽布莱克王 - 暗杀宇宙人纳克尔星人 | 柳井祥緒   | 武居正能 |
| 2019/09/14 | 2020/08/162020/09/12 | 11           | 星之魔法消失的午後                   | - 地底怪兽巴格斯 - 吸血怪兽奇玛伊拉 - 宇宙怪人泽朗星人 | 小林弘利   | 辻本貴則 |
| 2019/09/21 | 2020/08/232020/09/19 | 12           | 即使如此宇宙仍有夢                   | - 吸血怪兽奇玛伊拉 - 宇宙怪人泽朗星人 | 小林弘利   | 辻本貴則 |
| 2019/09/28 | 2020/08/302020/09/26 | 13（總集篇） | E.G.I.S.超會議                       | - 第1-12話登場怪獸·宇宙人 | 足木淳一郎 | 越知靖   |
| 2019/10/05 | 2020/09/062020/10/03 | 14           | 守護之力與戰鬥之力                   | - 行星守护神机械迪洛斯 | 勝冶京子   | 市野龍一 |
| 2019/10/12 | 2020/09/132020/10/10 | 15           | 我聽不到你的聲音                     | - 培养合成兽斯卡鲁哥莫拉 - 小珍兽莫可 - 头脑宇宙人切布尔星人 - 奇兽帝斯蒙 - 走私怪兽巴德塔 - 海兽萨梅鲸 - 人造怪兽小艾雷王 - 宇宙昆虫加洛星人 - 吸引怪兽普拉纳 | 中野貴雄   | 市野龍一 |
| 2019/10/19 | 2020/09/202020/10/17 | 16           | 我們是一體                           | - 最凶兽赫尔贝洛斯 - 噩梦魔兽暗夜毒牙 | 林壯太郎   | 武居正能 |
| 2019/10/26 | 2020/09/272020/10/24 | 17           | 守護天使                             | - 熔铁怪兽迪玛迦 - 宇宙怪人佩丹星人 - 昆虫宇宙人库卡拉奇星人                                                                                                   | 柳井祥緒   | 武居正能 |
| 2019/11/02 | 2020/10/042020/10/31 | 18           | 為了新世界                           | - 宇宙恐龙杰顿 - 变身怪人匹特星人 - 触角宇宙人百特星人 - 宇宙怪兽百慕拉                                                                                        | 足木淳一郎 | 辻本貴則 |
| 2019/11/09 | 2020/10/112020/11/07 | 19           | 彈跳雷擊！                           | - 依附宇宙人萨彭特星人 - 雷击兽神爆雷闪电 | 森江美咲   | 辻本貴則 |
| 2019/11/16 | 2020/10/182020/11/14 | 20           | 砂的城堡                             | - 宇宙帝王巴德星人 - 大蚁超兽阿里蓬塔 | 中野貴雄   | 武居正能 |
| 2019/11/23 | 2020/10/252020/11/21 | 21           | 地球的朋友                           | - 双头怪兽庞敦 - 幽灵怪人戈斯星人 | 小林弘利   | 武居正能 |
| 2019/11/30 | 2020/11/012020/11/28 | 22           | 特貢是一個謎                         | - 石油怪兽特贡 - 凶猛怪兽基斯特隆 | 柳井祥绪   | 辻本貴則 |
| 2019/12/07 | 2020/11/082020/12/05 | 23           | 衝突！超人大賽！                     | - 头脑宇宙人切布尔星人 - 高速宇宙人斯兰星人 - 反重力宇宙人戈德拉星人 - 凶恶宇宙人扎拉布星人 - 假超人力霸王贝利亚 - 超人力霸王傑洛                              | 皐月彩     | 辻本貴則 |
| 2019/12/14 | 2020/11/152020/12/12 | 24           |                                      | - 文明裁决者加拉特隆MK-2 - 佩刀暴君马格马星人 - 宇宙商人马擎多星人 - 宇宙爆蚀怪兽乌拉                                                                          | 中野貴雄   | 市野龍一 |
| 2019/12/21 | 2020/11/222020/12/19 | 25           | Buddy Steady Go！                    | - 宇宙爆蚀怪兽乌拉 - 佩刀暴君马格马星人 - 宇宙商人马擎多星人 - 变身怪人匹特星人 - 迦尔梅斯人                                                                   | 林壯太郎   | 市野龍一 |
| 2019/12/28 | 2020/11/29無         | 特別總集篇   | 然後大河就在這裡                     | - 第13-25話登場怪獸·宇宙人 | 池田遼     | 中山剛平 |

## 其他相關媒體
《超人力霸王大河:新世代終結黑暗》（日語:劇場版 ウルトラマンタイガ ニュージェネクライマックス）英語：Ultraman Taiga  The Movie）為2019年圓谷製作公司製作的特攝片《超人力霸王大河》的劇場版電影。2020年8月7日於松竹配給並在日本上映。2022年4月4日下午2:30分，台灣MOMO親子台獨家首播。

### 概要
本作為《超人力霸王大河》的正式完結篇，時間點設置在TV版結局後的六個月。在企劃最初就決定了新一代英雄們的登場，並著作描繪將面臨各奔東西的大河與優幸的關係。

### 故事大綱
在民間警備組織「E.G.I.S.」工作的工藤優幸，與大河、泰塔斯和風馬三位超人力霸王戰士歷經眾多戰鬥後，更加深彼此間的羈絆。然而，有不明人士盯上了優幸。新世代戰士的光、翔、大地、凱、陸、活海、勇海得知這件事後，為了拯救優幸紛紛來到地球。但是，太郎居然攻擊了自己的兒子大河。大河有辦法跟自己的父親戰鬥嗎？新世代的英雄們將勇敢挑戰龐大的黑暗勢力！

### 演員表

#### 本作客串超人力霸王戰士
- 超人力霸王太郎
- 超人力霸王銀河
- 超人力霸王勝利
- 超人力霸王銀河勝利
- 超人力霸王X
- 超人力霸王Orb
- 超人力霸王捷德
- 超人力霸王羅索
- 超人力霸王布魯
- 女超人力霸王格麗喬
- 超人力霸王格羅布

### 登場演員
E.G.I.S.
- 工藤優幸 - 井上祐貴
- 宗谷譽 - 諒太郎（日语：諒太郎）
- 旭川畢莉卡 - 吉永亞由里（日语：吉永アユリ）
- 佐佐木可奈 - 新山千春

歷代新生代戰士的人間體
- 湊活海 - 平田雄也
- 湊勇海 - 小池亮介（日语：小池亮介）
- 朝倉陸 - 濱田龍臣
- 紅凱 - 石黒英雄
- 大空大地 - 高橋健介（日语：高橋健介）
- 翔 - 宇治清高（日语：宇治清高）
- 禮堂光 - 根岸拓哉

其他角色
- 霧崎 - 七瀬公（日语：七瀬公）
- 女孩 - 野賀咲耶

### 聲演
- 超人力霸王大河  - 寺島拓篤
- 超人力霸王泰塔斯  - 日野聰
- 超人力霸王風馬 - 葉山翔太（日语：葉山翔太）
- 超人力霸王托雷基亞- 内田雄馬
- 湊朝陽/女超人力霸王格麗喬 - 其原有沙（日语：其原有沙）
- 達達 - 森川智之
- 超人力霸王太郎 - 石丸博也
- 佩刀暴君马格马星人 - 黒田崇矢
- 馬琴德星人 - 廣瀬武央（日语：廣瀬武央）

### 皮套演員
- 超人力霸王大河、超人力霸王令河等 - 岩田栄慶（日语：岩田栄慶）
- 超人力霸王泰塔斯 / 格里姆德等 - 桑原義樹
- 超人力霸王風馬 - 岡部暁
- 超人力霸王托雷基亞 - 石川真之介
- 超人力霸王勝利 - 矢倉翔太
- 超人力霸王捷德 - 力丸佳大
- 超人力霸王羅索 - 大村将弘
- 超人力霸王布魯 - 稲庭渉
- 女超人力霸王格麗喬 - 安達仁美
- 赫尔贝洛斯 - 梶川賢司
- 爆雷闪电 - 高橋舜
- 暗夜毒牙 - 飯島幸太
- 帝國機兵雷吉納德達達定製版- 永地悠斗
- 達達 - 新井宏幸
- 梵頓星人 - 福島弘之

### 製作團隊
製作：「劇場版超人力霸王大河」製作委員會
- 監修：塚越隆行
- 監督：市野龍一
- VFX監察人：尾上克郎
- 脚本：林壮太郎、中野貴雄
- 製作人：北浦嗣巳
- 製作人監製：村山和之、岡本有将
- 撮影：新井毅
- 照明：武山弘道
- 録音：星一郎
- 美術：木場太郎
- 剪輯：矢船陽介
- 拋桿：島田和正
- 武術指導：寺井大介
- VFX：三輪智章
- 音楽：森悠也
- 配給：松竹ODS事業室

## 樂曲

### 片頭曲
「Buddy, steady, go!」
- 演唱：寺島拓篤
- 作詞：寺島拓篤
- 作曲、編曲：渡部チェル

### 片尾曲
「ヒトツボシ」（1~13話）
- 演唱：佐咲紗花
- 作詞：佐咲紗花
- 作曲、編曲：堀江晶太

「Sign」（14~24話）
- 演唱：sphere
- 作詞：松井洋平
- 作曲、編曲：本多友紀（Arte Refact）

### 插入歌
- 「覇道を往く風の如し」 (13,22)

作詞 - 真崎エリカ / 作曲・編曲 - 山本恭平（Arte Refact） / 歌 - 超人力霸王風馬（CV.葉山翔太）
- 「WISE MAN’S PUNCH」 (13)

作詞 - 真崎エリカ / 作曲・編曲 - 原田篤（Arte Refact） / 歌 - 超人力霸王泰塔斯（CV.日野聰）
- 「超勇者BUDDY GO!」 (13,特別編)

作詞 - 真崎エリカ / 作曲 - 本多友紀（Arte Refact） / 編曲 - 脇眞富（Arte Refact） / 歌 - 超人力霸王大河（CV.寺島拓篤）

## 製作人員
- 監修 - 塚越隆行
- 企劃- 黒澤桂、金木勲、春山行夫、伍賀一統、濱田健二
- 電視製作人 - 北浦嗣巳
- 製作人 - 村山和之、岡本有将、吉野文（テレビ東京）、嵯峨隼人
- 系列構成 - 林壮太郎、中野貴雄
- 脚本 - 林壮太郎、中野貴雄、皐月彩、足木淳一郎、柳井祥緒、三浦有為子、小林弘利、勝冶京子、森江美咲
- 音楽 - 森悠也、冬木透、川井憲次
- 音楽製作人 - 関根陽一
- 副製作人 - 岸根明
- 音楽協力 - 東京電視臺音樂
- 攝影 - 新井毅
- 照明 - 武山弘道
- 美術 - 木場太郎
- 録音 - 星一郎
- 操演 - 根岸泉
- 場記 - 森永恭子、丹羽春乃、増田実子、杉原奈々子
- 編輯 - 矢船陽介、森津永、奥田恵夫
- 拋桿 - 島田和正
- 制作担当 - 石井誠
- 助監督 - 越知靖、内田直之
- 特撮助監督 - 内田直之
- 槍械動作協調- 寺井大介
- 視覚効果 - 三輪智章
- VFX製作人 - 豊直康、杉木信章
- 特殊造型 - 福井康之、亀田義郎
- 角色設計- 後藤正行、井野元大輔
- 背景 - 島倉二千六
- 分鏡 - なかの★陽、川石テツヤ、林谷和樹、河本けもん、岩﨑龍介、市川智茂
- 皮套製作 - 大野まゆみ
- 設定監修 - 足木淳一郎
- 設定協力 - 渋谷浩康
- 標題設計 - 佐久間武彦
- 標誌設計 - 井野元大輔
- 輔助製作人 - 手島光一、太谷公亮
- VFX・CG - 日本映像クリエイティブ、デジタルクローバー（東京現像所）、マリンポスト、アンダーグラフ、TSUBAKI、オクティグラフィカ、林デジタル工務店、アクト・デザインズ
- 動態捕捉技術 - ピクチャーエレメント、クレッセント
- 縮影拍攝 - マーブリング・ファインアーツ
- 技術協力 - IMAGICA
- 美術協力 - アートフォー
- 音響効果 - スワラプロ
- 特撮スタジオ - 日活調布撮影所
- 車輛協力 - 日産自動車
- 連載協力 - 小學館、講談社
- 特技監督 - 神谷誠
- 監督 - 市野龍一、田口清隆、神谷誠、武居正能、辻本貴則、越知靖

## 播放詳情
日本
- 東京電視台

播出日期：2019年7月6日
播出時間：逢星期六 09:00-09:30（日本時間）
香港
- ViuTV

播出日期：2020年7月4日-12月19日
播出時間：逢星期六 09:30-10:00（香港時間）
*不設中文字幕
台灣
- MOMO親子台

播出日期：2020年6月7日-11月29日
播出時間：逢星期日 17:30-18:00（台灣時間）

## 註解
1. ↑  第19話劇中從識別證而得知名字的漢字寫法。
2. ↑  人物原型是受到《超人力霸王高斯》的登場角色風吹圭介所啟發。
3. ↑  香港、大陆譯名：旭川美利花
4. ↑  原飾演者為日本女演員桃果，後因圓谷製作方聲稱「檔期問題」而被撤換。
5. ↑  並非畢莉卡的實際年齡，而是為了掩飾其機器人身份而假造的信息。
6. ↑  劇中沒有透露細節，但當大河在烏拉體內試圖拯救畢莉卡時，儘管本尊未被救回，但實際大河卻找回畢莉卡的記憶和意識數據，並藉由「外事X科」與艾歐瑪庫星人的溝通下，從艾歐瑪庫星人得到智能機器人的軀殼並重新復原了畢莉卡的意識，由於時間限制，這些場景被略過了。
7. ↑  過去曾在《特搜戰隊刑事連者》飾演瑞斯里星人瑪莉·勾德，這是她參與超人力霸王系列的第一次演出。
8. ↑  其演員風見慎吾在過去曾飾演《超人力霸王高斯》的城戸隊長。
9. ↑  演員鵜川薫在過去曾飾演《平成超人七號》的早川里美隊員。
10. ↑  人物原型和設定致敬於1967年《超人七號》第42話《農馬爾特的使者》所登場的同名角色。
11. ↑  曾在另一個宇宙導致魯格賽特暴走攻擊地球，致使前一代的超人力霸王羅索和超人力霸王布魯戰死，詳《超人力霸王羅布》
12. ↑  人物原型和設定為高野本人在1967年《超人七號》第45話《飛碟來了》所飾演的少年（佩羅林卡星人）
13. ↑  其演員石橋保在過去曾飾演《超人力霸王納克斯》的和倉英輔。
14. ↑  人物原型和設定致敬於1971年《歸來的超人力霸王》第38話《超人之星閃耀之時》所登場的納克爾星人。
15. ↑  因嚴重特殊傳染性肺炎疫情而從原上映日3月6日改為8月7日

## 外部連結
- 《超人力霸王大河》圓谷官方網站 （页面存档备份，存于）（日語）
- 《超人力霸王大河》東京電視台官方網站 （页面存档备份，存于） （日語）
- 《超人力霸王系列》遊戲機台官網 （页面存档备份，存于）（日語）
- 《超人力霸王系列》官方推特 （页面存档备份，存于）（日語）